# Shanay-Timpishka

Río Mayantuyacu Shanay-timpishka.

Floden Shanay-Timpishka är en biflod till Amazonfloden och kallas "den enda kokande floden i världen". Floden är 6,4 km lång och är känd för sina väldigt höga temperaturer som varierar mellan 45°C till nästan 100°C. Namnet betyder "kokt med solens värme" men värmekällan är egentligen geotermisk.
Floden ligger i Mayantuyacu, ett retreat som i sin tur är en del av Huánucoskogen. Området är bebodd av ett Asháninkasamhälle.
Geotermisten Andrés Ruzo har undersökt värmekällan.